# Піт Поселтвейт
Пітер Вільям «Піт» Поселтвейт (англ. Peter William «Pete» Postlethwaite, /ˈpɒsəlθweɪt/; 7 лютого 1946, Воррінгтон — 2 січня 2011, Шрусбері) — англійський кіноактор. Найбільш відомі фільми з його участю — «Підозрілі особи», «В ім'я батька», «Парк Юрського періоду 2: Загублений світ», «Останній з могікан», «Серце дракона», «Початок», «Місто злодіїв». У 1994 році номінувався на «Оскар» за найкращу чоловічу роль другого плану у фільмі «В ім'я батька».

## Біографія
Піт Поселтвейт народився 7 лютого 1946 року в Воррінгтоні, графство Чешир. У дитинстві хотів стати священиком.
Довгий час працював учителем. Після надходження в місцеву драматичну школу, кілька років пропрацював в театрі, де зіграв майже всі ролі класичних шекспірівських п'єс.
Першою великою роллю в кіно, після прибуття до Голлівуду, стала роль Батька у фільмі «Далекі голоси, застиглі життя».
Актор мав особливу пристрасть до паління тютюну, після чого в 1990 році у нього був діагностований рак легенів, від якого він довго і успішно лікувався.
У 1992 році виконав роль Девіда у фільмі «Чужий 3».
У 1994 році Поселтвейт був номінований на «Оскар» за найкращу чоловічу роль другого плану у фільмі «В ім'я батька».
Після цього актор зіграв значні ролі, в таких фільмах як «Підозрілі особи», «Серце дракона», «Ромео + Джульєтта», «Парк Юрського періоду 2: Загублений світ», «Соломон Кейн», «Початок» і «Місто злодіїв».
Багатьом глядачам, в тому числі російським, запам'ятався своєю негативною, але оригінальною і колоритною роллю грубого британського солдафона — сержанта Обадія Хейксвілла — в історичному серіалі «Пригоди королівського стрільця Шарпа», поставленого за мотивами романів Бернарда Корнуелла (серії «Рота Шарпа» (1993 р.) і «Ворог Шарпа» (1994)).
У 2004 році Поселтвейт отримав Орден Британської імперії.
Піт Поселтвейт помер від раку підшлункової залози 2 січня 2011 року в госпіталі Шропширу. Фільм «Убити Боно» виявився для нього останнім.
Уже після смерті актор був номінований на премію Британської академії кіно і телевізійних мистецтв за найкращу чоловічу роль другого плану в картині Бена Аффлека «Місто злодіїв».

## Фільмографія
- 1977 — Дуелянти / The Duellists — чоловік, який поголив генерала Трейларда
- 1984 — Приватне торжество / Private Function — м'ясник Дуглас Дж. Наттол
- 1985 — Сірано де Бержерак / Cyrano de Bergerac — Рагно
- 1988 — Вбити священика / To Kill a Priest / Le Complot — Джозеф
- 1988 — Далекі голоси, застиглі життя / Distant Voices, Still Lives — батько
- 1988 — Кравчиня / The Dressmaker — Джек
- 1990 — Острів скарбів / Treasure Island — Джордж Меррі
- 1990 — Гамлет / Hamlet — актор, який грає короля
- 1992 — Лічені секунди / Split Second — Паульсен
- 1992 — Чужий 3 / Alien³ — Девід
- 1992 — У води / Waterland — Генрі Крик
- 1992 — Останній з могікан / The Last of the Mohicans — капітан Бімс
- 1993 — В ім'я батька / In the Name of the Father — Джузеппе Конлон
- 1993 — Самітниці / Anchoress Suite 16 -вилив Карпентер
- 1994 — Ворог Шарпа / Sharpe's Enemy — Обадія Хейксвілл
- 1994 — Рота Шарпа / Sharpe's Company — Обадія Хейксвілл
- 1994 — Мартін Чезлвит / Martin Chuzzlewit — Тігго Монтегю
- 1994 — Апартаменти 16 / Suite 16 — Гловер
- 1995 — Звичайні підозрювані / The Usual Suspects — адвокат Кобаясі
- 1996 — Джеймс і гігантський персик / James and the Giant Peach — старий
- 1996 — Серце дракона / Dragonheart — брат Гілберт
- 1996 — Справа - труба / Brassed Off — Данні Ормондройд
- 1996 — Ромео + Джульєтта / Romeo + Juliet — Батько Лоренцо
- 1996 — Штрафний / When Saturday Comes — Кен Джексон
- 1996 — Час вбивств / Crimetime
- 1997 — Парк Юрського періоду 2: Загублений світ / The Lost World: Jurassic Park — мисливець Роланд Тембо
- 1997 — Бандит / Bandyta — директор лікарні Синкай
- 1997 — Амистад / Amistad — окружний прокурор Вільям С. Холаберд
- 1997 — Поцілунок змія / Serpent's Kiss — Томас Смізерс
- 1998 — Серед гігантів / Among Giants — Рей
- 1999 — Аліса в Країні чудес / Alice in Wonderland — тесля
- 1999 — Не знаходячи слів / Lost for Words — Дерік Лонгден
- 1999 — Колекціонери метеликів / Butterfly Collectors — Джон Маккеун
- 1999 — Примхливий син / Wayward Son — Бен Олександр
- 1999 — Скотний двір / Animal Farm — Бенджамін / фермер Джонс — озвучка
- 1999 — Сімейна історія / The Divine Ryans — дядько Реєстр Райан
- 2000 — Коли скинути небеса / When the Sky Falls — Мартін Шонессі
- 2000 — Містер щурів / Rat — Хьюберт
- 2000 — Вікторія Вуд з прянощами — Клем Хардікрофт
- 2001 — Корабельні новини / The Shipping News — тертий Кард
- 2001 — Вогненний ринг / Cowboy Up — Рід Брекстон
- 2002 — На взводі / Triggermen — Бен Катлер
- 2002 — Тільки між нами / Between Strangers — Джон
- 2003 — Зруйноване місто / Shattered City: The Halifax Explosion — Шарль Буршель
- 2003 — Межа терпіння / The Limit — Гейл
- 2003 — Велетень-егоїст / The Selfish Giant (мультфільм) — Артур — озвучка
- 2004 — Дивна парочка / Strange Bedfellows — Рассел Маккензі
- 2005 — Темна вода / Dark Water — містер веек
- 2005 — Відданий садівник / The Constant Gardener — доктор Лорбер / доктор Брандт
- 2005 — Еон Флакс / Æon Flux — хранитель
- 2005 — Червоний меркурій / Red Mercury — Золотий командир
- 2006 — Омен / The Omen — Батько Бреннан
- 2006 — Долина захоплення сердець / Valley of the Heart's Delight — Альбіон Мансон
- 2007 — Син примари / Ghost Son — доктор
- 2007 — Замикаючи коло / Closing the Ring — Куінлан
- 2009 — Гравець / Player — Колін
- 2009 — Століття дурнів / The Age of Stupid — архіваріус
- 2009 — Соломон Кейн / Solomon Kane — Вільям Кроуторн
- 2009 — Татуювання: Історія шрамів / Tattoos: A Scarred History
- 2010 — Битва титанів / Clash of the Titans — Спірос
- 2010 — Початок / Inception — Моріс Фішер
- 2010 — Місто злодіїв / The Town — Фергус «Ферджі» Колм
- 2011 — Убити Боно / Killing Bono — Карл